# Предза
Пре́дза, Прецца (итал. Prezza) — коммуна в Италии, расположена в регионе Абруццо, подчиняется административному центру Л’Акуила.
Население составляет 1070 человек (на 2005 г.), плотность населения составляет 54,29 чел./км². Занимает площадь 19,71 км². Почтовый индекс — 67030. Телефонный код — 0864.
Покровительницей коммуны почитается святая Лукия Сиракузская. Праздник ежегодно празднуется 13 декабря.